# Wallemia muriae
Wallemia muriae är en svampart som först beskrevs av Jean Kickx, och fick sitt nu gällande namn av Zalar & de Hoog 2005. Wallemia muriae ingår i släktet Wallemia och familjen Wallemiaceae.   Inga underarter finns listade i Catalogue of Life.